# Khentakawess III
Khentakawess III, o Khentkaus III, fou una reina de l'antic Egipte que visqué durant la Dinastia V. El seu títol reial segurament fou "Dona del Rei". És possible que fos la muller del faraó Neferefre i la mare del faraó Menkauhor Kaiu. El seu títol hauria canviat a "Mare del Rei" quan el seu fill esdevingué el faraó.
El 4 de gener de 2015s's'anuncià la descoberta de la seva tomba per part d'arqueòlegs txecs. Abans d'això, segons el ministre d'antiguitats egipci, Mamdouh Eldamaty, es desconeixia l'existència de Khentakawess III. S'havien identificat dues reines egípcies anteriors amb el mateix nom.